# Ilargi
Ilargi o Ilazki (lluna en basc) és la germana d'Eguzki i la filla d'Amalur, adorada com a Ilargi amandre (Àvia lluna). En la mitologia basca, la majoria dels seus escrits contenen creences útils per a la societat camperola.
A partir del dia i de la nit, podem imaginar que el Sol i la Lluna han de ser iguals, és a dir, un brillant i l'altre fosc, per això ha de ser la mateixa ombra que apareix a la Lluna.
Barandiaran va descriure Damie d'Amko, Azkoitia, com "una gran dona amb el cap envoltat per la lluna" en els seus escrits.  És la Mari en ella mateixa, no la Dama d'Anboto, sinó tan venerable i lloable com l'altra.
El vigilant nocturn, el guardià de la feina i les criatures nocturnes, castiga els que incompleixen la llei agafant l'argument del lladre i fent-se passar per la infermera llebre que va destorbar Mateo Txistu.
Sovint l'equiparen amb la mort, però la mort és una altra qüestió. Aquesta relació pot estar basada en el paper psicopomp de la lluna.
La creença d'inspiració cristiana que les ànimes dels morts han de passar per la lluna per arribar al cel no està inclosa en la mitologia basca, ja que aquestes creences són ostatges pels cristians. Tots dos creuen en la relació entre els morts i les estrelles.
Com la deessa romana de la lluna (Luna dea), Ilazki és la gran dama de la lluna.
La paraula castellana Luna (el mateix nom donat al satèl·lit de la Terra pels romans) significa la creença en una finestra al sostre del cel, confirmant la idea que l'altre significat de la mateixa paraula espanyola és una finestra de cristall.

## Lluna

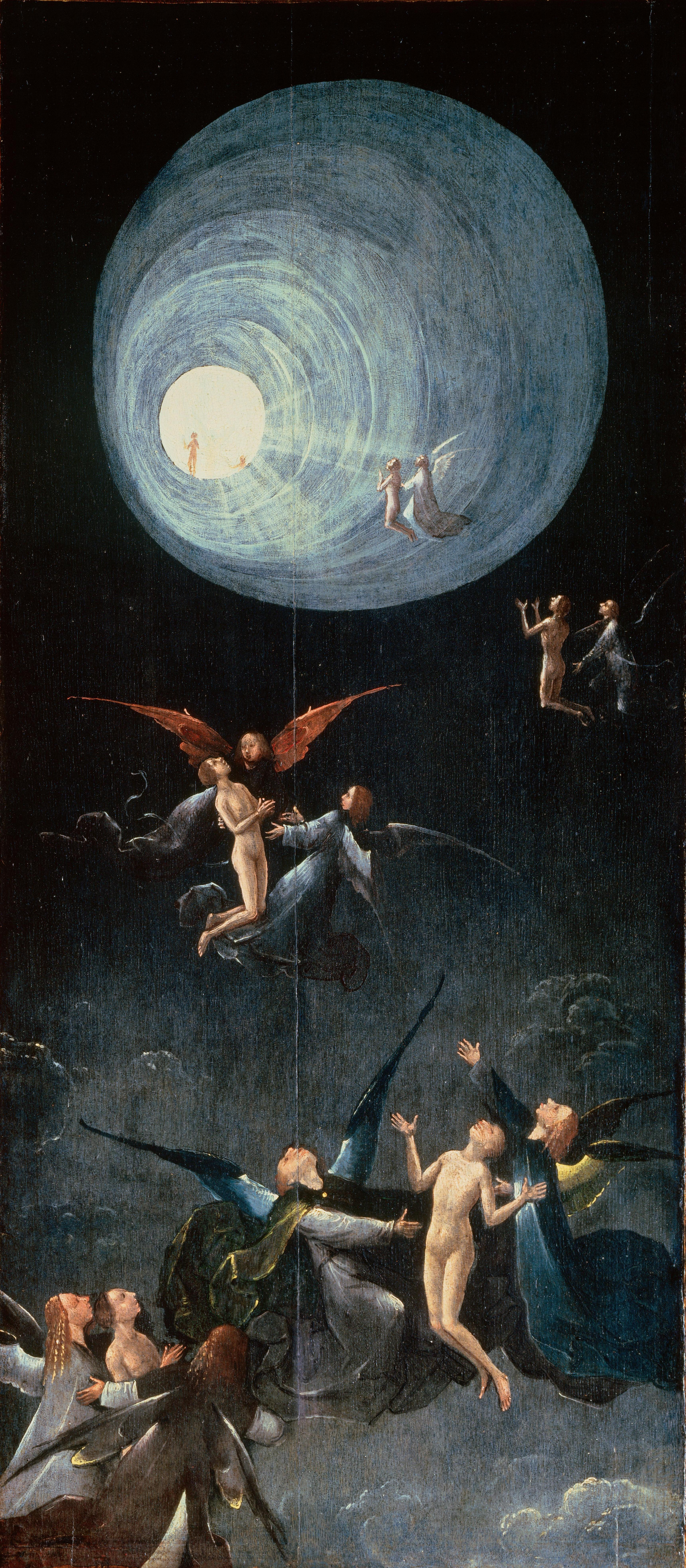
La Lluna llatina revela la creença en un forat al sostre del cel: la creença que la Lluna, per a algunes cultures antigues europees, era la manera de portar les ànimes dels morts al cel. Aquí teniu una imatge d'El Bosch.

### Altres noms de la lluna en diferents dialectes
Ilargi és el nom més comú, però té altres noms en altres pobles i dialectes:
Illargi, irargi, irarko, iratargi, iratago, iretargi, idetargi, irangi, argizari, argizagi, argizai, argizaita, argizaite, argigaila, ilazki, ilaski i goikoa, aquest últim de Julio Caro Baroja.

#### El significat de la paraula lluna segons alguns investigadors
La majoria dels estudiosos creuen que la paraula "ilargi" és el resultat de l'addició de les paraules "Hil" (mort) i "Argi" (llum). Molts investigadors també han mostrat una altra opinió:
- Larramendi: Hil(abete)ko argi (La llum de la mort)
- Astarloa: Iluntasuneko argi (Llum de la foscor)
- Xaho: Hildako edo Lotako argi (Llum dels morts o adormits)
- AF Mahn: Hilen argi edo Argi hil (Llum morta o llum morta)
- Van Eys: Hiltzeargi (Per matar)
- J. Vinson: Hiltzeargi edo ilargitea (Morir o a la lluna)
- H. Schuchardt: Ilargiaren argi (La llum de la lluna)
- Uhlenbeck: Hildakoen argi (La llum dels morts)

L'opinió d'Uhelenbeck era que era un pronom, (com el sol de la seva germana) que no podien anomenar en lloc d'un déu o una deessa. L'escriptura d'Estrabó sembla haver estat en la seva ment:
| «                     | Tots els celtibers, i la resta de pobles del nord, excepte els gàlates, tenen un déu desconegut, les nits de lluna, adorat pels familiars, ballant la nit davant les portes. | » |
| — Estrabó (III, 4,16) | |   |

## Culte, demandes i pronosticadors del temps
Jose Dueso destaca que el culte a la lluna era més important que al sol, perquè si el sol era l'ull de Déu, la lluna era el rostre de Déu.
Es van fer peticions a la mestressa de la lluna, com la de Zega, per protegir-la de les malalties oculars basades en el paper de l'espia de la lluna. La creença que la lluna és el cap del déu és similar a algunes de les creences jueves anteriors, però la raó d'això no està clara. Així ho van dir als fills de Berastegi i Abadiño, però a Errigoitia van dir que era Jesucrist mateix.
La lluna es va utilitzar com a predictor del temps. Podríem pensar que els dibuixos (ombres) de la seva pell es basaven en els colors que apareixen al cel, però fins ara no s'ha dit res d'ell.
En algunes expressions es fa sentir que hi ha una relació entre la lluna i la coccinela septempunctata. També ens recorden la seva importància els seus nombrosos noms: Amona manttangorri, Mari gorringo, Mari gorri Gonagorri, Matxingorri, Txipilota gonagorri, Mariñela gorri, Malo gorri, Kattalin gorri. ..

Si aquest insecte us aterra damunt, és un signe de bona sort. Per assenyalar el dit del peu i utilitzar-lo com a predictor del temps, cal dir:
| « | Mari gorringo Txuri gorringo bihar eguzki ala euria egingo? | » |

Dit això, si l'insecte s'enlaire farà bon temps i si baixa, farà mal temps.
Com s'ha dit abans, hi ha altres frases que coincideixen amb la lluna:
| « | Amona mantagorri, zeruan ze berri? -Zeruan berri onak Orain eta beti Andoain (G) | » |

| « | Iratargi, amandre ona, zeruan ze barri? -Zeruan barri ona Orain eta beti Oñati (G) | » |

Els mags bascos eren famosos en l'ornitomància a l'època romana, que es basaven en el vol dels ocells. Aquí hi teniu una altra frase semblant:
| « | Uso zuri ederra Zeruan ze berri? Ondarroa (G) | » |

## Alguns coneixements i altres creences sobre els efectes de la Lluna que són útils per als agricultors
Les societats camperoles basen les seves mesures en els alts i baixos de la lluna i organitzen les seves tasques en conseqüència. No es pot negar que els ensenyaments del coneixement popular de la lluna poden ser útils. Una altra cosa diferent és saber si les supersticions sobre la lluna que tenen els pagesos són útils o no.

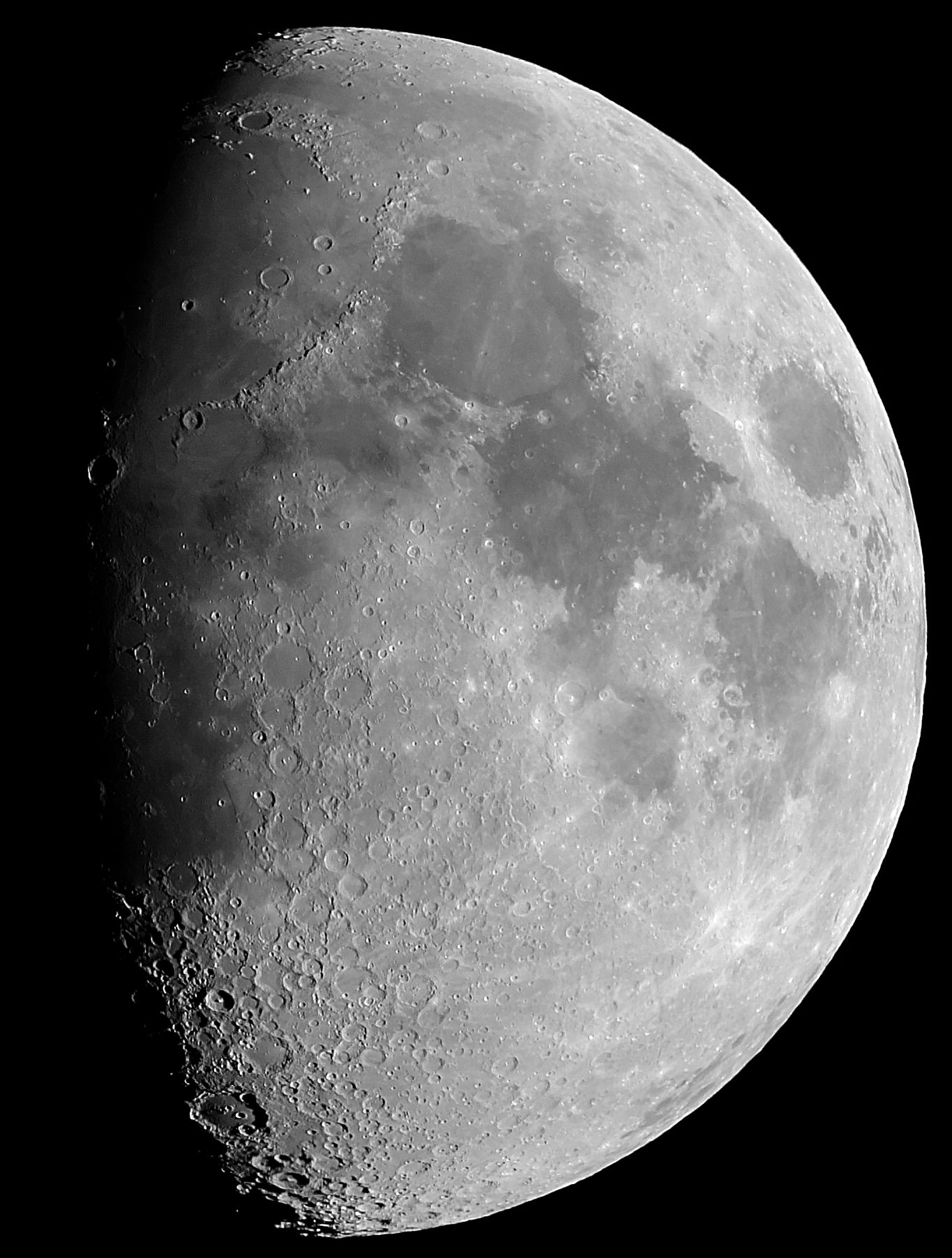
La llebre nodrissa visible a la Lluna

Segons la fase lunar:

### Creixent
- El nadó creat serà bo.
- Aquest és un bon moment per matar el porc (porc mascle).
- Està orgullós de la carn del porc mort.
- Expulsar per tenir un bon dia.
- El millor moment per morir.
- És el moment de fer germinar faigs i branques, recollir adob i sembrar llavors.

### Minvant
- Val més un pobre cavall que cap cavall.
- El carbó és més dur i dona menys foc.
- El millor moment per podar alguns arbres.
- Aquest és un bon moment perquè els nens es tallin els cabells.
- El millor moment per tallar el pèl de rucs i ovelles.

### Nova
- La majoria de les coses que fas no són bones.
- No cal tallar cap arbre.
- No sembri.
- No mateu porcs.
- L'ulex preparat s'endureix.

### Plena
- Les patates s'han de sembrar de manera que tingui una pota petita i un cap.

L'any 1959, quan va arribar al País Basc la notícia del programa Luna dels russos, un veí d'Albiztur considerava impossible la notícia perquè només podien aterrar a la lluna els insectes, com al sostre d'una habitació; haurien d'utilitzar l'ajuda de les bastides per mantenir els humans a la Lluna, ja que caurien a la Terra a causa de la seva càrrega habitual. Altres van dir que creien que l'home podia anar a la lluna, que la lluna era una divinitat i que no permetria que cap individu s'hi acostés.
Tot i que hem rebut aquest coneixement i creença oral generalitzada en la societat camperola, no passa el mateix amb els que haurien d'haver estat entre els pescadors. Segons els efectes de les marees i el fet que formem part de la lluna plena en la fecundació de moltes criatures marines, podem creure que hi havia expressions en el coneixement popular.

## Llegendes
Els humans han creat llegendes en resposta a les imatges que es poden veure a la Lluna. L'home que es pot veure a la Lluna, per exemple, està molt estès per tot Europa. Tot i les diferències, tots diuen que l'home acaba a la Lluna com a conseqüència d'un crim. Una de les altres dues llegendes que s'afegeixen aquí (basada en la història del caçador negre) és l'única font a Europa relacionada amb la lluna. Tot i que aquesta última només està estesa als territoris d'arreu del País Basc, no presenta cap rastre de la lluna, tot i que la seva imatge s'hi pot veure.

### Lluna
(Va estudiar a Matxinbenta a Guipúscoa, molt semblant a Anzuola a Biscaia)
Un home, que duia un munt de fenc a l'esquena, anava de camí cap a casa. No volia que ningú el veiés perquè el van robar. Llavors va aparèixer la lluna i va dir al qui portava l'ulex:
-No et necessito, marxa!
Llavors la Lluna va arribar i el va aixecar de la cintura, i ara és a la Lluna amb un munt d'ulex a l'esquena.
Si la llegenda de Mateo Txistu és ben coneguda, no ho és tant la llebre que provoca la seva pèrdua.

### Martin el sacerdot
(Sentit a Arrasate, Guipúscoa)

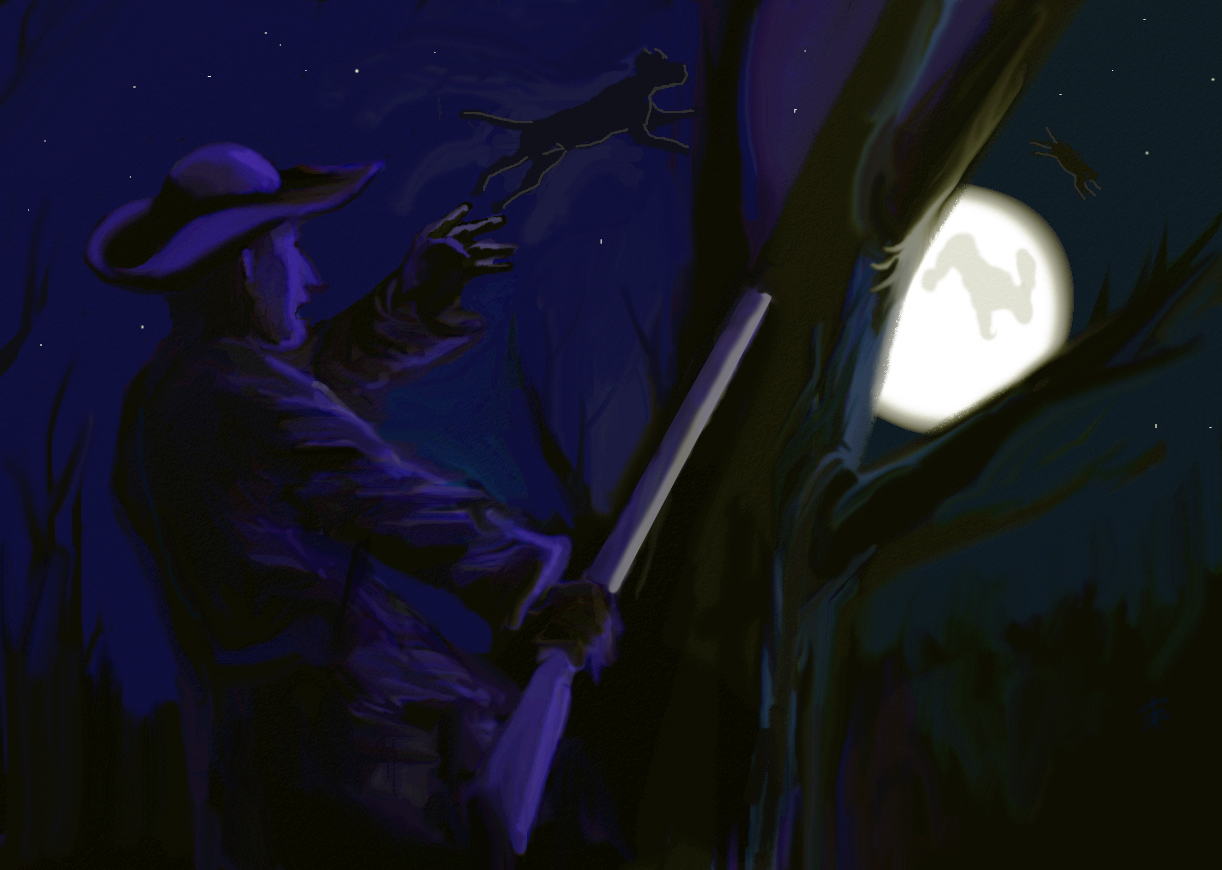
La llebre udolant als gossos del capellà es pot veure a la lluna en algun moment.

A Tolosaldea, aquest home es diu Mateo Txistu, a Mendaron Don Clemente. Qui era ell? On és el fill? A Arrasate no el coneixen. Es deia que era clergue i rector del barri de Larrino. Tots en aquells entorns pensaven que era un home de gran aprenentatge.
(...)
Sense saber passar hores a Larrino, a Martin li agradava caçar alguna cosa. Una vegada, durant la missa, a l'hora de la consagració, es va adonar que els gossos udolaven a una llebre, i quan ho havia deixat tot, hi va començar a córrer darrere. Des de llavors, hi treballa sense parar. Algunes nits veiem una llum especial sobre els núvols i sentim alguna cosa com el xiulet del vent. És el xiulet del capellà Martí i els lladrucs dels seus gossos.
Hi ha una imatge de Tartalo i Herensuge que es pot veure a la lluna.